# Bžany
Bžany (německy Webeschan) jsou obec v okrese Teplice v Ústeckém kraji. Tvoří ji osm vesnic, ve kterých žije celkem 918 obyvatel.

## Název
Název vesnice je odvozen ze staročeského slova bžené, tj. označuje lidi bydlící u bezoví. V historických pramenech se objevuje ve tvarech: Bsas (1303), de Bzan (1370, 1398, 1413), Bsen (1413), in Bžanech (1487), u Bzan (okolo roku 1486), ve vsi webžanech (1550), Weboschan nebo Webeschan (1787) a Vebžany nebo Webeschan (1854).

## Historie
První písemná zmínka o vesnici pochází z roku 1303.
Na začátku 19. století patřily Bžany do teplického panství knížete Edmunda Mořice Clary-Aldringena. Vesnice byla spjaty se zemědělstvím a v jejím okolí se pěstoval chmel. Okolo roku 1830 se u Bžan začalo těžit hnědé uhlí. V provozu býval důl Arnold a těžba byla ukončena v povrchovém lomu Karolína II a dolem Přemysl v roce 1953.

## Přírodní poměry
Bžany se nachází v severozápadním podhůří Českého středohoří. Vesnice stojí podél Lučního potoka, který je pravostranným přítokem Bíliny. Leží asi sedm kilometrů od centra Teplic a čtrnáct kilometrů od centra Ústí nad Labem. Severně od Bžan se zvedá Bžanský vrch (293 metrů). Jižně od vesnice se nachází zatopený hnědouhelný lom Karolína.

## Obyvatelstvo
|                                                                                         | 1869 | 1880 | 1890 | 1900 | 1910 | 1921 | 1930 | 1950 | 1961 | 1970 | 1980 | 1991 | 2001 | 2011 |
| --------------------------------------------------------------------------------------- | ---- | ---- | ---- | ---- | ---- | ---- | ---- | ---- | ---- | ---- | ---- | ---- | ---- | ---- |
| Obyvatelé                                                                               | 155  | 177  | 212  | 235  | 430  | 442  | 469  | 310  | 277  | 245  | 205  | 154  | 167  | 191  |
| Domy                                                                                    | 24   | 26   | 30   | 32   | 48   | 51   | 66   | 75   | 216  | 61   | 56   | 59   | 59   | 68   |
| Data z roku 1961 zahrnují i domy z místních částí Bukovice, Hradiště, Lhenice a Mošnov. |      |      |      |      |      |      |      |      |      |      |      |      |      |      |

## Obecní správa

### Části obce
- Bžany
- Bukovice
- Hradiště
- Lbín
- Lhenice
- Lysec
- Mošnov
- Pytlíkov

Sousedními obcemi sídla jsou Rtyně nad Bílinou, Světec, Ohníč, Bystřany, Kladruby, Kostomlaty pod Milešovkou a Žalany.

### Znak a vlajka
Návrh znaku a vlajky byl po projednání ve Výboru pro vědu, vzdělání, kulturu, mládež a tělovýchovu, podvýboru pro heraldiku a vexilologii tohoto výboru Poslanecké sněmovny dne 21. ledna 2002 schválen.
Schválený popis znaku: „V modrém štítku na stříbrno-červeném štenýři zlatá hlava kohouta s červenou zbrojí.“

## Doprava
Na severu obce vede železniční trať Lovosice–Teplice, nejbližší zastávka na této trati Hradiště v Čechách je vzdálena asi 400 metrů od Bžan. Údolím Bíliny na severozápadě obce pak vede trať Ústí nad Labem – Bílina se zastávkou Lbín. Obě tratě se setkávají v Úpořinách. Severně od vesnice vede silnice I/8.

## Školství
V místní části Hradiště se nachází mateřská škola.

## Pamětihodnosti
- Tvrz Bžany (špýchar) je hospodářská stavba z přelomu 18. a 19. století.
- Zaniklá kaple s věžičkou z roku 1760
- Kaple Panny Marie, kterou nechal roku 1834 postavit Anton Frank, hospodář v Bžanech čp. 1. Kaple je ve vlastnictví obce Bžany.

## Odkaz v kultuře
V roce 2023 vyšla česká videohra Last Holiday, která se odehrává v Bžanech o prázdninách roku 2000. Vesnice je velmi věrně přenesena do hry. Je možné ji celou, včetně Hradiště, projít, a do několika budov vstoupit. Autorem videohry je Antonín Capoušek, který v Bžanech strávil podstatnou část dospívání a příběh hry vychází z jeho zážitků.